# Great Society

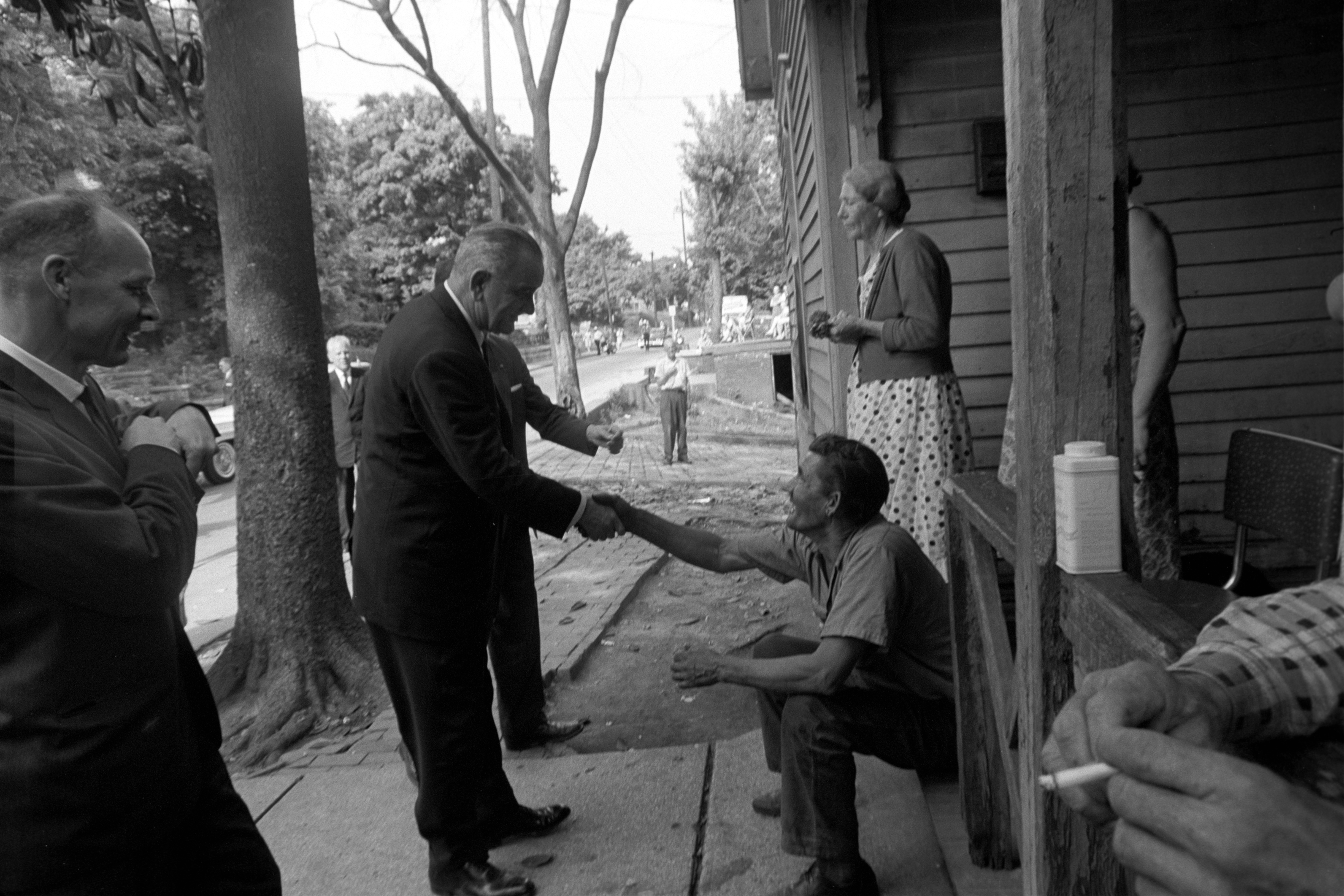
Lyndon Johnson besöker fattiga runtom i USA. Fotografi från 1964.

Great Society (svenska: Storartade samhället) var namnet på det sociala reformpaket som lanserades av USA:s president Lyndon B. Johnson år 1964. Reformerna innebar en nationell satsning på fattigdomsbekämpning, infrastrukturupprustning, utbildningsväsendet, sjukvårdssystemet och på att avveckla de djupt rotade rasistiska samhällsstrukturer som präglade en stor del av landet. Great Society liknas ofta vid mellankrigstidens ekonomiska program, New Deal, men hade mycket mer ambitiösa målsättningar och infördes inte under samma samhällsekonomiska förhållanden.

## Bakgrund
Under 1950- och 1960-talen hade västvärlden erfarit ett ekonomiskt uppsving och i USA hade satsningar på social välfärd genomförts under Johnsons föregångare, John F. Kennedy, som han efterträdde på presidentposten 1963. Kennedys sociala reformprogram, kallat New Frontier, hade bland annat infört miljöstandarder för vattendrag, förbättrat bönders inkomster, infört arbetslöshetsersättningar och skapat grunden för stora motorvägar genom landet. Johnsons överlägsna seger i 1964 års presidentval gav honom legitimitet att driva igenom omfattande reformer av USA:s sociallagstiftning, vilket möjliggjordes av de framgångar som Demokratiska partiets socialliberala vänsterfalang vann i samma års val till Representanthuset.
Under 1960-talet eskalerade de sociala spänningarna och oroligheterna i USA på grund av rassegregationen i sydstaterna samtidigt som involveringen i Vietnamkriget kostade allt större summor ur statskassan, vilket gav upphov till kritik för att kriget tog resurser i anspråk som bättre kunde ha investerats i välfärdsprogrammen.

## Innehåll

### Fattigdomsbekämpning
Den centrala delen av reformpaketet gick under parollen "War on Poverty" (svenska: krig mot fattigdomen) och hade som mål att utplåna svält, undernäring och akut livsmedelsbrist i landet. En lag stiftad 1964, Economic Opportunity Act, skapade myndigheten Office of Economic Opportunity som inkluderade tidigare i stort ignorerade minoritetsgrupper såsom indianer och latinamerikaner i olika välfärdsprogram.
Program som låg under Office of Economic Opportunity inkluderade AmeriCorps VISTA, Job Corps och Community Action Program. Syftet med dessa program var att involvera de fattiga i samhällsutvecklingen, ge dem yrkesskolning och tillgång till grundläggande utbildning.

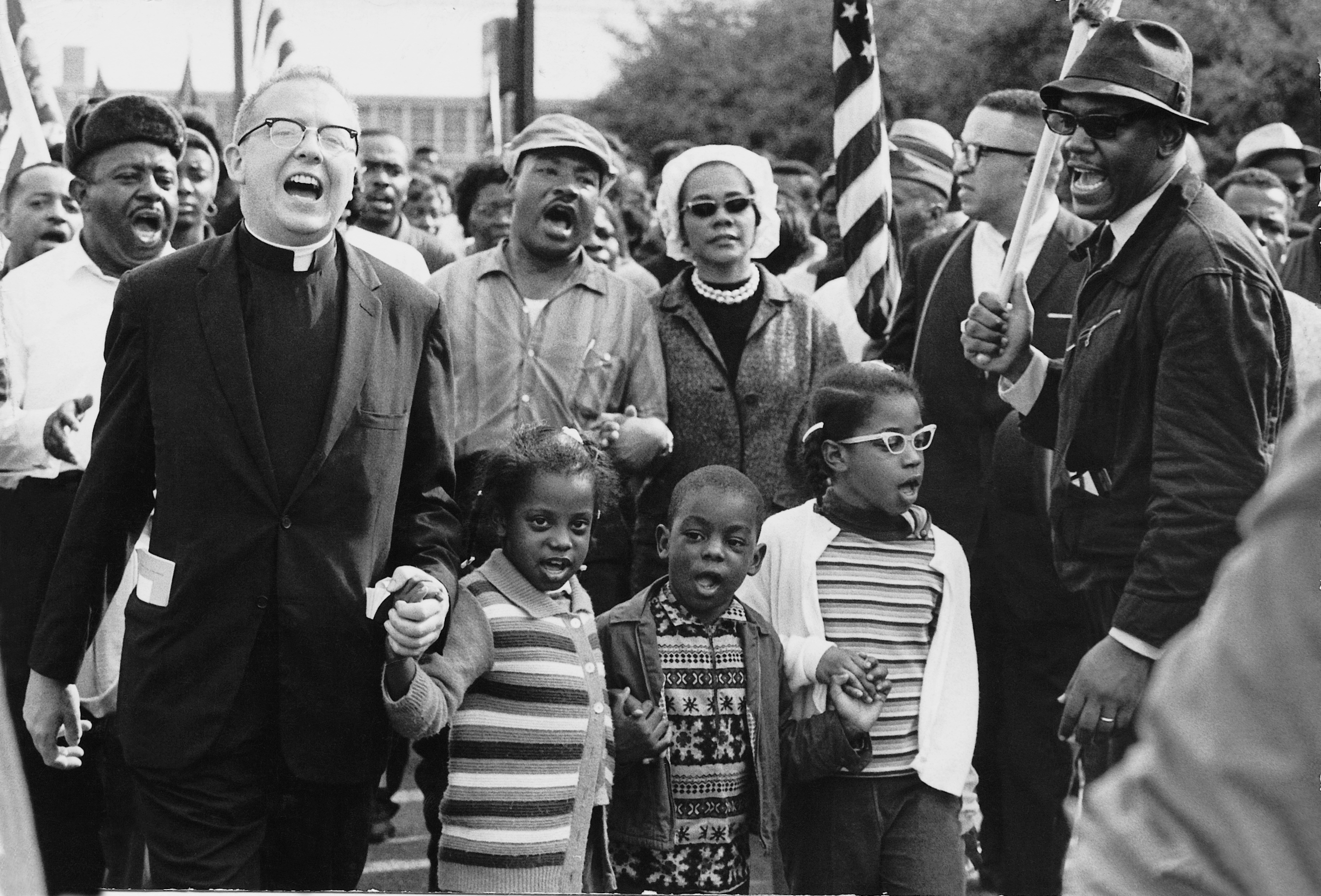
Protestmarsch mot rasdiskriminering i södra USA. Fotografi från 1965.

### Medborgerliga rättigheter
Långt in på 1960-talet fanns i många delstater, främst i den konservativt dominerade amerikanska södern, lagar som begränsade rättigheterna för de som inte ansågs tillhöra den vita rasen. För demokratiska presidenter var det särskilt svårt att driva igenom reformer på detta område då de konservativa utgjorde partiets mäktiga högerflygel, men med de liberala framgångarna i valåret 1964 kunde slutligen markanta framsteg göras.
Civil Rights Act 1964 avskaffade olika registreringskrav beroende på ras eller inkomst för att få rösta och avskaffade även rasdiskriminering på arbetsplatser och i det offentliga utbildningsväsendet. Lagen mötte inte sällan våldsamt motstånd från både demokraternas och republikanernas avdelningar i sydstaterna. Trots det drevs ännu en viktig medborgarrättsslag igenom året därpå, Voting Rights Act. Därmed hade USA år 1965 slutligen infört allmän och lika rösträtt. Civil Rights Act 1968 förstärkte 1964 års medborgarrättslag och gav även indianer i reservat rättigheter enligt USA:s konstitution.

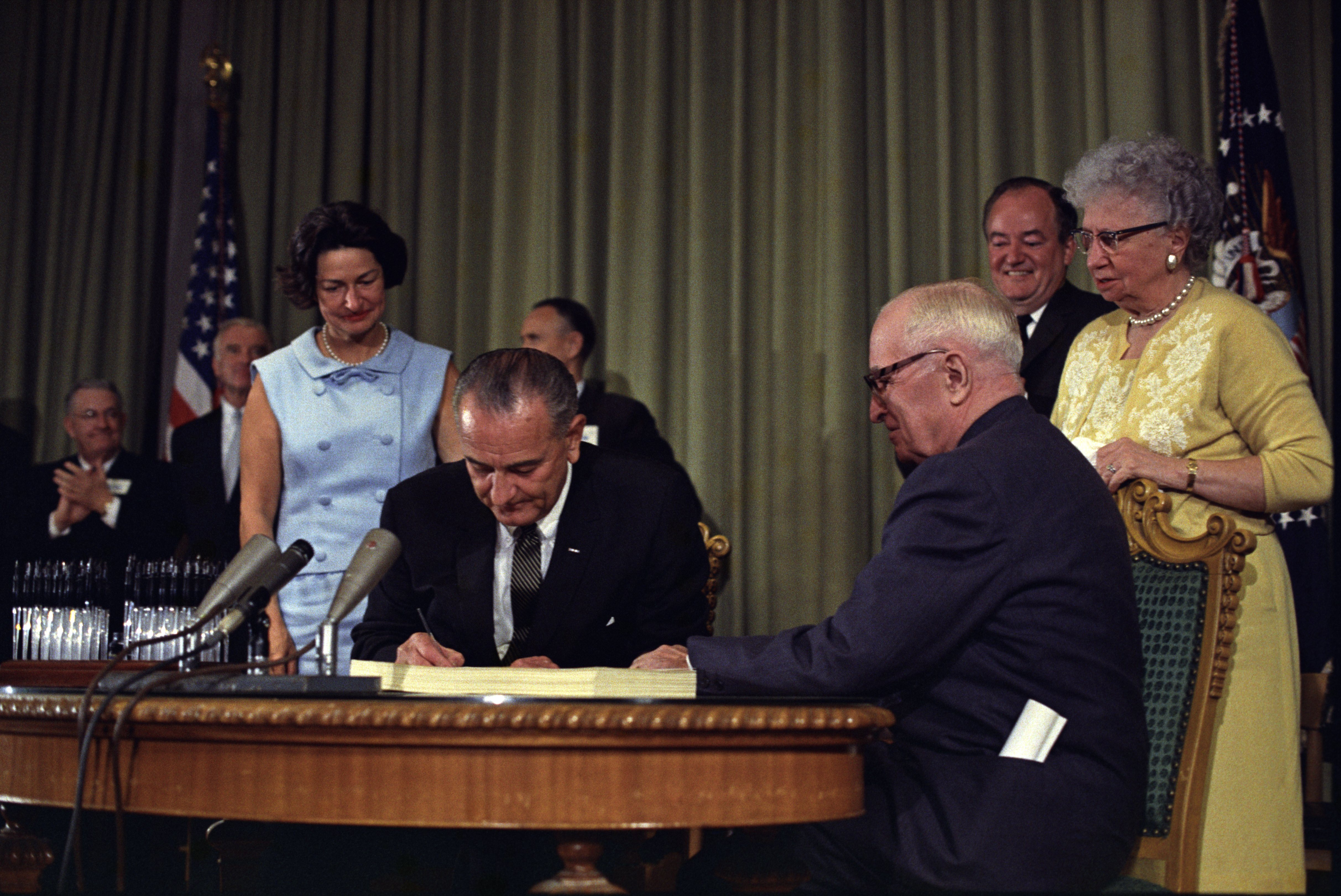
President Johnson skriver under Social Security Act 1965. Till höger sitter förre presidenten Harry Truman.

### Sjukvård
Tidigare hade landet aldrig haft ett nationellt skattefinansierat socialförsäkringssystem men 1965 stiftades en lag (Social Security Act) som skulle tillgodose sjukvårdsbehoven hos äldre över 65 år genom ett program kallat Medicare. American Medical Association kritiserade sjukvårdsreformen för att innebära ett oacceptabelt steg mot ett system med offentlig sjukvård och därför tvingades regeringen göra Medicare tillgängligt för alla över 65 oavsett inkomst eller behov, samt koppla utbetalningar till personers privata försäkringar. Innan Medicare skapades beräknades cirka 35 % av alla amerikaner över 65 år sakna sjukförsäkring överhuvudtaget. Programmet tvingade också privata vårdföretag att avskaffa rassegregation i sina lokaler.
Sjukvårdsreformerna skapade också ett annat program, Medicaid, som riktade sig till fattiga familjer i landet. Kvalificeringskrav för att få stöd från Medicaid bestämdes på delstatsnivå och kunde därför skilja sig markant för fattiga i olika delstater. Federala myndigheter satte dock vissa krav på hur tjänsterna skulle tillhandahållas. Privata vårdföretag anlitades för själva tjänsterna och privata försäkringsbolag agerade mellanhänder mellan staten och vårdföretagen.

### Naturvård
Uppmärksammade böcker som Tyst vår av Rachel Carson bidrog till en växande debatt kring miljöförgiftning till följd av oreglerade industriutsläpp under 1960-talet. Med början under John F. Kennedys sista år som president började miljöregleringar ta fart i USA. Lyndon B Johnson fortsatte på samma spår och lät stifta en rad lagar som reglerade utsläpp och avfallsdumpning i naturen, till exempel Water Quality Act som tvingade delstaterna att fastställa mätbara mål för vattenkvalitet. Man införde också visst skydd av sårbara djurarter från utrotning 1966. Dessutom skapade man flera nationalparker, skyddade nationella landmärken och skapade naturskyddsområden. Omfattande miljömedvetenhet i myndigheter på federal nivå infördes i och med lagen National Environmental Policy Act år 1969.

### Konsumentskydd
1965 infördes varningsetiketter på cigarettförpackningar, 1966 infördes trafiksäkerhetskrav under en särskild federal myndighet (National Highway Traffic Safety Administration), 1967 infördes krav på att ursprung och producent av konsumentvaror tydligt skulle framgå på förpackningen, samma år infördes en federal standard för köttprodukter etc. 1966–1967 reglerades också produkter som fick säljas till barn, bland annat innehållet av kemikalier i leksaker.